# قائمة الحروب 1800–1899

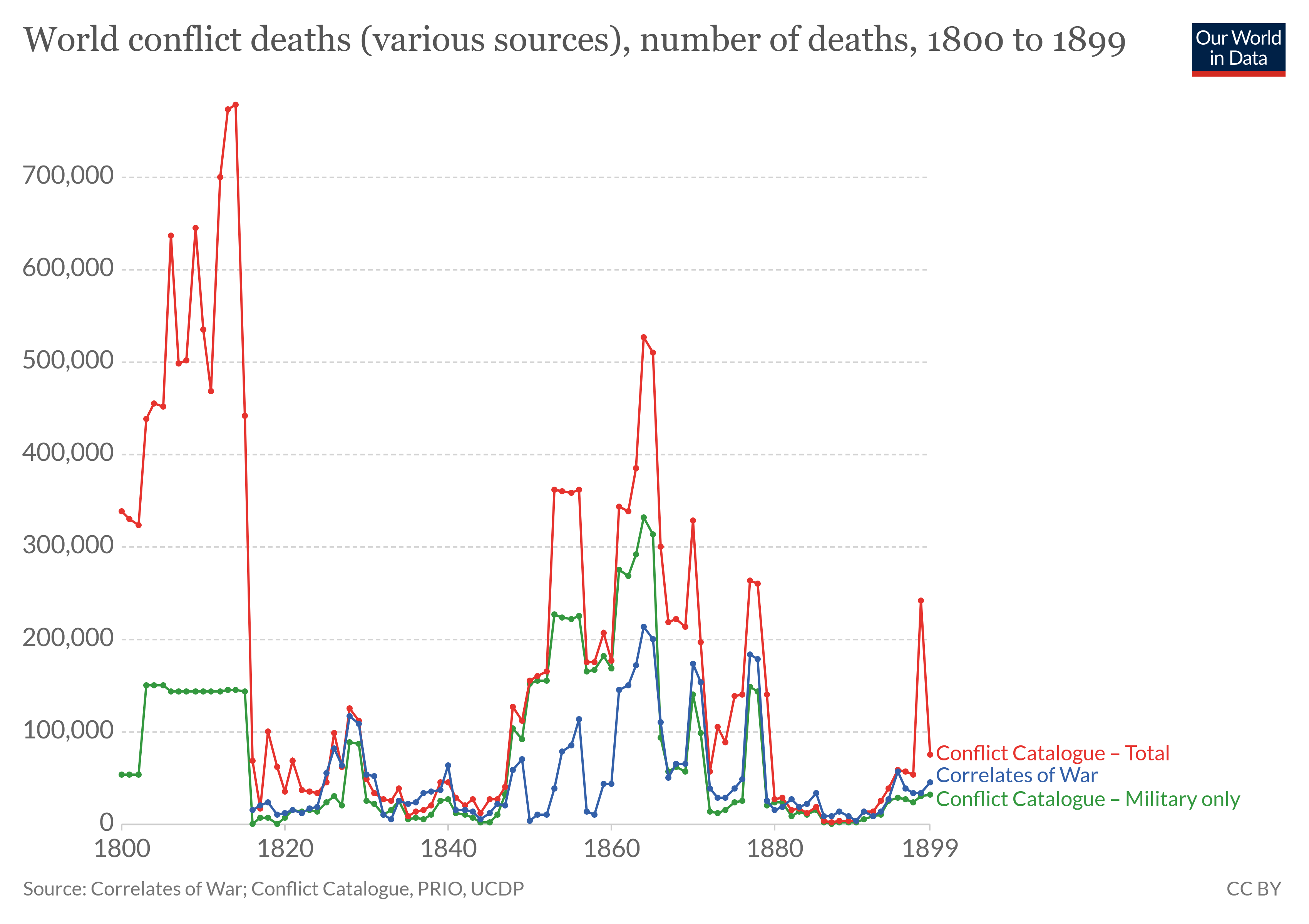
رسم بياني لوفيات الصراعات العالمية من عام 1800 إلى عام 1899 من مصادر مختلفة.

تسرد هذه المقالة قائمة بالحروب التي وقعت بين عامي 1800 و1899. تشمل صراعات هذه الحقبة الحروب النابليونية في أوروبا والحرب الأهلية الأمريكية في أمريكا الشمالية وتمرد تايبينغ في آسيا وحرب باراغواي في أمريكا الجنوبية والحرب الإنجليزية الزولوية في إفريقيا وحروب الحدود الأسترالية في أوقيانوسيا.

## 1800–1809
| بداية | نهاية | اسم النزاع                                                       | الأطراف المتحاربة | الأطراف المتحاربة                                                                                          |
| بداية | نهاية | اسم النزاع                                                       | المنتصر | المهزوم |
| ----- | ----- | ---------------------------------------------------------------- | --- | --- |
| 1801  | 1805  | حرب التمني                                                       | الإمبراطورية البريطانية قبائل الصوصو | مملكة كويه                                                                                                 |
| 1801  | 1805  | حرب طرابلس                                                       | الولايات المتحدة · السويد (حتى 1802) | الدولة العثمانية · إيالة طرابلس · إيالة تونس · إيالة الجزائر                                               |
| 1801  | 1801  | حرب البرتقال                                                     | فرنسا · إسبانيا | مملكة البرتغال                                                                                             |
| 1802  | 1805  | حرب الاستقلال الثانية الهايتية                                   | إمبراطورية هايتي الأولى | فرنسا |
| 1802  | 1802  | ستكليكريج                                                        | الجمهورية الهيلفيتية | معارضون اتحاديون                                                                                           |
| 1802  | 1810  | حرب تيد بيري                                                     | الإمبراطورية البريطانية | سكان أستراليا الأصليين                                                                                     |
| 1803  | 1803  | حرب السوليوت (1803)                                              | الدولة العثمانية | أهالي السوليوت                                                                                             |
| 1803  | 1805  | الحرب الإنجليزية الماراثية الثانية                               | شركة الهند الشرقية | اتحاد ماراثا                                                                                               |
| 1803  | 1804  | الحروب البورمية السيامية                                         | بورما | سيام |
| 1803  | 1805  | حروب كاندية                                                      | الإمبراطورية البريطانية | مملكة كاندي                                                                                                |
| 1803  | 1803  | تمرد ايميت                                                       | المملكة المتحدة | جيش روبرت إيميت                                                                                            |
| 1803  | 1806  | حرب التحالف الثالث جزء من الحروب النابليونية                     | الإمبراطورية الفرنسية وحلفائها: · فرنسا · باتافيا · إيطاليا · إتروريا · إسبانيا · بافاريا · فورتمبيرغ                                                                                               | الإمبراطورية النمساوية · الإمبراطورية الروسية · المملكة المتحدة · مملكتي نابولي وصقلية · البرتغال · السويد |
| 1804  | 1813  | الانتفاضة الصربية الأولى جزء من الثورة الصربية                   | الدولة العثمانية · فرنسا | ثوار صرب متطوعون من ملكية هابسبورغ الإمبراطورية الروسية                                                    |
| 1804  | 1808  | حرب الفولاني                                                     | جيش عثمان دان فوديو | ممالك الهوسا                                                                                               |
| 1804  | 1813  | الحرب الروسية الفارسية (1804-1813) جزء من الحرب الروسية الفارسية | الإمبراطورية الروسية | فارس القاجارية                                                                                             |
| 1805  | 1811  | الثورة المصرية                                                   | قوات ألبانية بقيادة محمد علي باشا | الدولة العثمانية · قوات المماليك · وقد تقاتل المماليك والعثمانيين بعضهم بعضا                               |
| 1805  | 1805  | ثورة الإنكشارية                                                  | الدولة العثمانية | الإنكشارية                                                                                                 |
| 1805  | 1810  | الحرب السويدية الفرنسية جزء من الحروب النابليونية                | الإمبراطورية الفرنسية الأولى | السويد |
| 1805  | 1805  | غزو هايتي لسانتو دومنيكو                                         | الإمبراطورية الفرنسية الأولى · إسبانيا الرئاسة العامة لسانتو دومنيكو | إمبراطورية هايتي الأولى                                                                                    |
| 1806  | 1807  | حرب التحالف الرابع جزء من الحروب النابليونية                     | الإمبراطورية الفرنسية وحلفائها : · فرنسا · اتحاد الراين · مملكة بافاريا ساكسونيا (منذ ديسمبر 1806) فورتمبيرغ الفيالق البولندية · إيطاليا · إتروريا · نابولي · هولندا · الاتحاد السويسري · إسبانيا · | بروسيا · الإمبراطورية الروسية · المملكة المتحدة · ساكسونيا (حتى ديسمبر 1806) · السويد · صقلية              |
| 1806  | 1812  | الحرب العثمانية الروسية جزء من الحروب النابليونية                | الإمبراطورية الروسية | الدولة العثمانية                                                                                           |
| 1806  | 1807  | الغزو البريطاني لريو دي لا بلاتا                                 | اسبانيا · ملكية ريو دي لا بلاتا البديلة | المملكة المتحدة لبريطانيا العظمى وأيرلندا                                                                  |
| 1806  | 1807  | حرب آشانتي فانتسي                                                | إمبراطورية آشانتي · المملكة المتحدة لبريطانيا العظمى وأيرلندا | كونفدرالية فانتسي هولندا                                                                                   |
| 1806  | 1811  | حرب انفصال كريستوف                                               | قوات هنري كريستوف | القوات ألكسندر بيتيون                                                                                      |
| 1806  | 1811  | تمرد فيلور                                                       | شركة الهند الشرقية البريطانية | فيلور جنود ذات أصول                                                                                        |
| 1807  | 1813  | الحرب التونسية الجزائرية                                         | المملكة التونسية | بايلك قسنطينة · إيالة الجزائر                                                                              |
| 1807  | 1808  | ثورة الإنكشاريون                                                 | الدولة العثمانية | الإنكشارية                                                                                                 |
| 1807  | 1818  | توسع مثثوا باراماونتسي                                           | مثثوا باراماونتسي | غيرها من القبائل                                                                                           |
| 1807  | 1814  | حرب الاستقلال الإسبانية جزءا من الحروب النابليونية               | المملكة المتحدة · اسبانيا إسبانيا | فرنسا · |
| 1807  | 1814  | حرب غونبوت جزءا من الحروب النابليونية                            | المملكة المتحدة | الدنمارك-النرويج                                                                                           |
| 1807  | 1812  | الحرب الإنجليزية الروسية جزءا من الحروب النابليونية              | المملكة المتحدة | الإمبراطورية الروسية                                                                                       |
| 1808  | 1810  | تمرد الرم                                                        | المملكة المتحدة | فيلق نيو ساوث ويلز                                                                                         |
| 1808  | 1809  | الحرب الفنلندية                                                  | الإمبراطورية الروسية | السويد |
| 1808  | 1809  | الاحتلال الإسباني لسانتو دومينغو جزءا من الحروب النابليونية      | اسبانيا هايتي · المملكة المتحدة | فرنسا |
| 1808  | 1808  | الانقلابات على القصر العثماني                                    | الفصائل المؤيدة للإصلاح | الفصائل المناهضة للإصلاح الإنكشارية                                                                        |
| 1808  | 1809  | الحرب الدنماركية السويدية جزءا من الحروب النابليونية             | الدنمارك-النرويج | السويد |
| 1809  | 1809  | حرب التحالف الخامس جزءا من الحروب النابليونية                    | فرنسا · دوقية وارسو · اتحاد نهر الراين مملكة بافاريا ساكسونيا فورتمبيرغ وستفاليا مملكة إيطاليا النابوليونية · مملكة نابولي · سويسرا · هولندا ·                                                      | الإمبراطورية النمساوية · تيرول المجر المملكة المتحدة فونكفيكس السوداء مملكة الصقليتين مملكة سردينيا        |
| 1809  | 1810  | ثورة كينو جزءا من حروب استقلال أمريكا الإسبانية                  | إسبانيا | المتمردون                                                                                                  |
| 1809  | 1810  | تمرد تيرول جزءا من الحروب النابليونية                            | مملكة بافاريا الإمبراطورية الفرنسية الأولى مملكة إيطاليا النابوليونية | الإمبراطورية النمساوية · المتمردون                                                                         |
| 1809  | 1812  | الحرب البورمية السيامية (1809-1812)                              | سيام | بورما |
| 1809  | 1825  | حرب الاستقلال البوليفية جزءا من حروب استقلال أمريكا الإسبانية    | بوليفيا | اسبانيا |

## 1810 - 1819
| البداية | النهاية | اسم النزاع                                                               | الأطراف المتحاربة | الأطراف المتحاربة |  |
| البداية | النهاية | اسم النزاع                                                               | الطرف المنتصر | الطرف المنهزم |  |
| ------- | ------- | ------------------------------------------------------------------------ | --- | --- |  |
| 1810    | 1819    | حرب الاستقلال الكولومبية جزءا من حروب استقلال أمريكا الإسبانية           | فنزويلا · كولومبيا الكبرى · المتطوعون الخارجيون · متطوعي بريطانيا وأيرلندا | اسبانيا |  |
| 1810    | 1816    | حرب الاستقلال الأرجنتينية جزءا من حروب استقلال أمريكا الإسبانية          | اتحاد مقاطعات ريو دي لا بلاتا تشيلي | اسبانيا |  |
| 1810    | 1811    | حرب تيكومسيه جزءا من حرب 1812                                            | الولايات المتحدة · الحافر الأسود | اتحاد تيكومسيه |  |
| 1810    | 1810    | نزاع غرب فلوريدا                                                         | الولايات المتحدة | اسبانيا |  |
| 1810    | 1817    | Merina الفتح من مدغشقر                                                   | مملكة ميرينا الإمبراطورية البريطانية | الإمبراطورية الفرنسية الأولى |  |
| 1810    | 1820    | حرب البنجاب                                                              | إمبراطورية السيخ | شركة الهند الشرقية البريطانية الإمبراطورية البريطانية |  |
| 1810    | 1810    | حرب الاستقلال التشيلية جزء من حروب استقلال أمريكا الإسبانية              | تشيلي اتحاد مقاطعات ريو دي لا بلاتا | اسبانيا الإمبراطورية الفرنسية الأولى |  |
| 1810    | 1810    | توحيد هاواي                                                              | مملكة هاواي | غيرها من القبائل هاواي |  |
| 1810    | 1818    | جهاد أمادو                                                               | قوات سيكو أمادو | إمبراطورية بامانا |  |
| 1810    | 1813    | توسع لامو                                                                | امو قالب:بيانات بلد علم Muscat.svg عمان | قبائل بات |  |
| 1810    | 1821    | حرب الاستقلال المكسيكية جزءا من حروب استقلال أمريكا الإسبانية            | الجيش المكسيكي | اسبانيا |  |
| 1811    | 1811    | حادثة تونكوين                                                            | الولايات المتحدة | Tla-o-qui-aht First Nations [الإنجليزية] |  |
| 1811    | 1812    | حرب الكسوزا الرابعة                                                      | الإمبراطورية البريطانية | قبائل الكسوزا |  |
| 1811    | 1811    | حرب جا-فانتي                                                             | كونفدرالية فانتسي قبائل أكوابيم قبائل أكيم | إمبراطورية آشانتي قبائل جا · الإمبراطورية البريطانية · الإمبراطورية الهولندية |  |
| 1811    | 1815    | انتفاضة أراكان                                                           | بورما | الروهينغيا المسلحون |  |
| 1811    | 1811    | معركة لاس بيدراس جزءا من حروب استقلال أمريكا الإسبانية                   | قوات خوسيه جيرفازيو أرتيغاس | اسبانيا |  |
| 1811    | 1812    | التمرد الكمبودي                                                          | فييت نام مملكة كمبوديا | قوات تشي شيثا الخامس سيام |  |
| 1811    | 1812    | ثورة فلاحي دونغهاك                                                       | مملكة جوسون | القوات الموالية لهونغ كيونغ ناي |  |
| 1811    | 1811    | ثورة باراغواي                                                            | باراغواي | النيابة الملكية على بيرو |  |
| 1811    | 1812    | معركة شيلا                                                               | لامو | مومباسا |  |
| 1811    | 1818    | الحرب العثمانية السعودية                                                 | الدولة العثمانية | الدولة السعودية الأولى |  |
| 1811    | 1823    | حرب الاستقلال الفنزويلية جزءا من حروب استقلال أمريكا الإسبانية           | فنزويلا · كولومبيا الكبرى · المتطوعون الخارجيون · متطوعي بريطانيا وأيرلندا | اسبانيا |  |
| 1812    | 1812    | الغزو الفرنسي لروسيا جزءا من الحروب النابليونية                          | الإمبراطورية الروسية | فرنسا - دوقية وارسو - مملكة إيطاليا النابوليونية - مملكة نابولي - اتحاد الراين - بادن - بافاريا - بيرغ - مملكة ساكسونيا - مملكة فستفالن - إسبانيا - الاتحاد السويسري الحلفاء: النمسا بروسيا |  |
| 1812    | 1814    | حرب التحالف السادس جزءا من الحروب النابليونية                            | التحالف الأصلي: - الإمبراطورية الروسية - بروسيا - الإمبراطورية النمساوية - السويد خلال الاتحاد مع النرويج - المملكة المتحدة لبريطانيا العظمى وأيرلندا - اسبانيا - مملكة البرتغال - مملكة نابولي - مملكة سردينيا بعد معركة لايبزيغ: - مملكة ساكسونيا - مملكة بافاريا - وستفاليا | فرنسا دوقية وارسو مملكة إيطاليا النابوليونية مملكة نابولي حتى يناير 1814 الدنمارك-النرويج الاتحاد السويسري اتحاد الراين (انشق العديد من الدول الأعضاء بعد معركة لايبزيغ)                    |  |
| 1812    | 1815    | حرب 1812                                                                 | الإمبراطورية البريطانية والحلفاء - المملكة المتحدة - كندا العليا - كندا السفلى - كونفدرالية تيكومسيه (حتى 1813) - اسبانيا (1814) (الوضع الراهن قبل الحرب) | الولايات المتحدة والحلفاء - الولايات المتحدة - تشوكتاو - شيروكي - شعب مسكوكي (الوضع الراهن قبل الحرب)                                                                                       |  |
| 1812    | 1816    | الحرب الأمريكية على إيالة الجزائر                                        | الولايات المتحدة هولندا · المملكة المتحدة (من 1815) | الساحل البربري · الدولة العثمانية |  |
| 1813    | 1814    | حرب كريك                                                                 | الولايات المتحدة - تشوكتاو - شيروكي - شعب مسكوكي | العصي الحمراء (كريك الهنود) |  |
| 1813    | 1813    | حرب بيوريا                                                               | الولايات المتحدة | كيكابو الأمة بوتاواتومي |  |
| 1814    | 1814    | الحرب السويدية النرويجية جزءا من الحروب النابليونية                      | السويد | النرويج |  |
| 1814    | 1816    | الحرب الإنجليزية النيبالية                                               | شركة الهند الشرقية البريطانية قوات تشوجيال | نيبال |  |
| 1814    | 1816    | حرب آشانتي-أكيم-أكوابيم                                                  | إمبراطورية آشانتي | قبائل أكوابيم قبائل أكيم |  |
| 1814    | 1814    | ثورة هادزي برودان جزءا من الثورة الصربية                                 | الدولة العثمانية | قوات هادزي برودان غليغوريجيفيتش |  |
| 1815    | 1817    | الانتفاضة الصربية الثانية جزءا من الثورة الصربية                         | إمارة صربيا | الدولة العثمانية |  |
| 1815    | 1816    | الاحتلال الإسباني لغرناطة الجديدة جزءا من حروب استقلال أمريكا الإسبانية  | اسبانيا | مقاطعات غرناطة الجديدة المتحدة |  |
| 1815    | 1815    | حرب كاندي الثانية                                                        | الإمبراطورية البريطانية | مملكة كاندي |  |
| 1815    | 1815    | المئة يوم حرب التحالف السابع                                             | المملكة المتحدة لبريطانيا العظمى وأيرلندا بروسيا · مملكة فرنسا · مملكة هانوفر · الاتحاد الألماني · الإمبراطورية النمساوية · الإمبراطورية الروسية · السويد · هولندا · اسبانيا · البرتغال · مملكة سردينيا · مملكة الصقليتين · دوقية توسكانا الكبرى                               | الإمبراطورية الفرنسية الأولى · مملكة نابولي |  |
| 1815    | 1815    | حرب نابولي                                                               | الإمبراطورية النمساوية · مملكة الصقليتين دوقية توسكانا الكبرى · المملكة المتحدة لبريطانيا العظمى وأيرلندا | مملكة نابولي |  |
| 1815    | 1815    | حرب تمني صوصو                                                            | مملكة كويه | قبائل السوسو |  |
| 1817    | 1864    | حرب القوقاز                                                              | الإمبراطورية الروسية | خانية الآفار مملكة كارتلي-كاخيتي إمامة القوقاز · قبائل أخرى من شمال القوقاز |  |
| 1819    | 1820    | حملة بوليفار لتحرير غرناطة الجديدة جزءا من حروب استقلال أمريكا الإسبانية | مقاطعات غرناطة الجديدة المتحدة | اسبانيا |  |
| 1819    | 1820    | حرب الاستقلال الإكوادورية جزءا من حروب استقلال أمريكا الإسبانية          | الإكوادور | اسبانيا |  |
| 1817    | 1818    | الحرب الإنجليزية الماراثية الثالثة                                       | شركة الهند الشرقية البريطانية | إمبراطورية ماراثا |  |
| 1817    | 1819    | حرب ندواندوي-الزولو                                                      | قوات شكا زولو | قوات زويد كالانجا |  |
| 1817    | 1818    | حرب السيمينول الأولى جزءا من سيمينول الحروب                              | الولايات المتحدة | قوات سيمينول |  |
| 1818    | 1819    | حرب الكسوزا الخامسة                                                      | الإمبراطورية البريطانية قوات خويخوئيون | قوات مقانا نكسيلي |  |
| 1818    | 1828    | حروب الزولو                                                              | مملكة الزولو | بقايا أخرى من متيتوا تغليب |  |

## 1820 - 1829
| البداية | النهاية | اسم النزاع                                                    | الخصوم | الخصوم                                                       |
| البداية | النهاية | اسم النزاع                                                    | المنتصر | المنهزم                                                      |
| ------- | ------- | ------------------------------------------------------------- | --- | ------------------------------------------------------------ |
| 1820    | 1823    | حكم الثلاث سنوات الليبرالي                                    | اسبانيا مملكة فرنسا | من أنصار كورتيس                                              |
| 1820    | 1830    | حرب الاستقلال اليونانية                                       | الثوار اليونانيين · القوات الأوروبية المملكة المتحدة لبريطانيا العظمى وأيرلندا ولايات الجزر الأيونية المتحدة مملكة فرنسا (1827 فقط) الإمبراطورية الروسية (1827 فقط) | الدولة العثمانية · مصر · ولاية تونس (فقط في المعارك البحرية) |
| 1821    | 1821    | ثورة ألغيرو                                                   | مملكة سردينيا | متمردو ألغيرو                                                |
| 1820    | 1823    | الحرب العثمانية القاجارية                                     | الدولة القاجارية | الدولة العثمانية                                             |
| 1821    | 1825    | حرب الاستقلال البرازيلية                                      | إمبراطورية البرازيل | مملكة البرتغال                                               |
| 1821    | 1837    | حرب بادري                                                     | الإمبراطورية الهولندية | سكان الأصليين وسومطرة الغربية                                |
| 1822    | 1844    | توحيد هيسبانيولا                                              | جمهورية هايتي الإسبانية | هايتي                                                        |
| 1823    | 1831    | حروب إنجلترا وإمبراطورية الآشانتي                             | إمبراطورية آشانتي | المملكة المتحدة لبريطانيا العظمى وأيرلندا                    |
| 1823    | 1826    | الحرب الإنجليزية البورمية الأولى                              | المملكة المتحدة لبريطانيا العظمى وأيرلندا · شركة الهند الشرقية البريطانية القبائل الأصلية                                                                           | الإمبراطورية البورمية الثالثة                                |
| 1823    | 1825    | حرب الاستقلال البيروفية جزءا من حروب استقلال أمريكا الإسبانية | بيرو | اسبانيا                                                      |
| 1825    | 1828    | الحرب الروسية الفارسية جزءا من الحروب الروسية الفارسية        | الإمبراطورية الروسية | الدولة القاجارية                                             |
| 1825    | 1828    | حرب السيزبلاتين                                               | اتحاد مقاطعات ريو دي لا بلاتا · الثلاثة والثلاثون الشرقيون | إمبراطورية البرازيل                                          |
| 1825    | 1830    | حرب جاوة                                                      | الهند الشرقية الهولندية المؤيدة لهولندا الجاوية | قوات تمرد الأمير ديبونيجورو                                  |
| 1825    | 1825    | حرب الترارزة                                                  | فرنسا · جوزيف دو فيليل | قوات من محمد حبيب                                            |
| 1827    | 1827    | حرب ونيباغو                                                   | الولايات المتحدة · الميليشيا المحلية | هو تشانك                                                     |
| 1828    | 1829    | الحرب بين كولومبيا الكبرى والبيرو                             | كولومبيا الكبرى | جمهورية بيرو                                                 |
| 1828    | 1834    | الحروب الليبرالية                                             | القوات الليبرالية للملكة ماريا الثانية المملكة المتحدة لبريطانيا العظمى وأيرلندا · اسبانيا                                                                          | قوات الملك ميغيل                                             |
| 1828    | 1829    | الحرب الروسية التركية                                         | الإمبراطورية الروسية | الدولة العثمانية                                             |

## 1830 - 1839
| البداية | النهاية | اسم النزاع                                 | الخصوم | الخصوم                                                               |
| البداية | النهاية | اسم النزاع                                 | المنتصر | المنهزم                                                              |
| ------- | ------- | ------------------------------------------ | --- | -------------------------------------------------------------------- |
| 1830    | 1830    | ثورة يوليو الثورة الفرنسية عام 1830        | أسرة أورليان | بوربون                                                               |
| 1830    | 1831    | انتفاضة نوفمبر                             | الإمبراطورية الروسية | المتمردون البولنديون                                                 |
| 1830    | 1831    | الثورة البلجيكية                           | المحافظات الجنوبية لهولندا | هولندا                                                               |
| 1830    | 1847    | الغزو الفرنسي للجزائر                      | فرنسا | المقاومة العثمانية الجزائرية                                         |
| 1831    | 1834    | الحرب السيامية الفيتنامية                  | فيت نام فيت نام في كمبوديا | سيام                                                                 |
| 1832    | 1832    | حرب بلاك هوك                               | الولايات المتحدة · هو تشانك · مينوميني · بوتاواتومي                                                                                                 | بلاك هوك والفرقة البريطانية: سوك فوكس كيكابو                         |
| 1832    | 1833    | الحرب المصرية العثمانية                    | مصر | الدولة العثمانية الإمبراطورية الروسية (من 1833)                      |
| 1833    | 1840    | الحرب الكارلية الأولى                      | الليبراليين والحلفاء : قوات إيزابيل الثانية ملكة إسبانيا · المملكة المتحدة لبريطانيا العظمى وأيرلندا · مملكة فرنسا قوات ماريا الثانية ملكة البرتغال | كارلية: قوات إنفانتي كارلوس · قوات الملك ميغيل                       |
| 1834    | 1836    | حرب الكسوزا السادسة                        | الإمبراطورية البريطانية · خويخوئيون | قبائل الكسوزا                                                        |
| 1835    | 1836    | ثورة تكساس                                 | جمهورية تكساس | الإمبراطورية المكسيكية الثانية                                       |
| 1835    | 1842    | حرب السيمينول الثانية جزءا من حروب سيمينول | الولايات المتحدة | قبائل سيمينول                                                        |
| 1835    | 1845    | حرب الراغامافن                             | إمبراطورية البرازيل | جمهورية ريو غراندنس · جمهورية جوليانا                                |
| 1836    | 1839    | حرب الكونفدرالية                           | تشيلي · شمال بيرو · الأرجنتين | كونفدرالية بيرو وبوليفيا                                             |
| 1837    | 1838    | تمرد كندا السفلى جزءا من التمردات عام 1837 | المملكة المتحدة لبريطانيا العظمى وأيرلندا أمريكا الشمالية البريطانية                                                                                | حركة باتريوت · متطوعو أمريكا                                         |
| 1837    | 1838    | تمرد كندا العليا جزءا من التمردات عام 1837 | المملكة المتحدة لبريطانيا العظمى وأيرلندا أمريكا الشمالية البريطانية                                                                                | نزل الصيادين جمهورية كندا                                            |
| 1838    | 1838    | معركة نهر الدم                             | فورتريكرز | مملكة الزولو                                                         |
| 1838    | 1838    | حرب المورمون                               | غير مورمون ميسوري | كنيسة يسوع المسيح لقديسي الأيام الأخيرة                              |
| 1838    | 1838    | حرب الكعك                                  | مملكة فرنسا | الإمبراطورية المكسيكية الثانية                                       |
| 1838    | 1839    | حرب أروستوك                                | الولايات المتحدة | المملكة المتحدة لبريطانيا العظمى وأيرلندا أمريكا الشمالية البريطانية |
| 1839    | 1842    | الحرب الإنجليزية الأفغانية الأولى          | إمارة أفغانستان | الإمبراطورية البريطانية · شركة الهند الشرقية البريطانية              |
| 1839    | 1842    | حرب الأفيون الأولى                         | الإمبراطورية البريطانية | سلالة تشينغ الحاكمة                                                  |
| 1839    | 1851    | الحرب الأهلية الأوروغوانية                 | إمبراطورية البرازيل كولورادو جمهورية ريو غراندنس فرنسا الإمبراطورية البريطانية الموحدين ذوو القمصان الحمر                                           | بلانكوس الاتحاد الأرجنتيني الحزب الفيدرالي                           |

## 1840 - 1849
| البداية | النهاية | اسم النزاع                                | الخصوم                                                                                        | الخصوم                                                                 |  |
| البداية | النهاية | اسم النزاع                                | المنتصر                                                                                       | المنهزم                                                                |  |
| ------- | ------- | ----------------------------------------- | --------------------------------------------------------------------------------------------- | ---------------------------------------------------------------------- |  |
| 1841    | 1845    | الحرب السيامية الفيتنامية                 | فيت نام فيت نام في كمبوديا                                                                    | سيام                                                                   |  |
| 1843    | 1843    | معركة ون تري هيل                          | المستوطنين البريطانيين                                                                        | شعب جاجيرا                                                             |  |
| 1843    | 1849    | حرب استقلال الدومينيكان                   | جمهورية الدومينيكان                                                                           | هايتي                                                                  |  |
| 1844    | 1844    | الحرب الفرنسية المغربية                   | فرنسا                                                                                         | المغرب                                                                 |  |
| 1845    | 1846    | الحرب الإنجليزية السيخية الأولى           | شركة الهند الشرقية البريطانية                                                                 | إمبراطورية السيخ                                                       |  |
| 1845    | 1846    | حرب فلاغستاف جزءا من الحروب النيوزيلندية  | نجابوهي                                                                                       | الإمبراطورية البريطانية تاماتي واكا نيني                               |  |
| 1846    | 1846    | حملة هوت فالي جزءا من الحروب النيوزيلندية | الإمبراطورية البريطانية · المستوطنون البريطانيون تي أت أوا                                    | نغاتي توا إيوي                                                         |  |
| 1846    | 1847    | حرب الكسوزا السابعة                       | الإمبراطورية البريطانية                                                                       | قبائل الكسوزا                                                          |  |
| 1846    | 1848    | الحرب الكارلية الثانية                    | قوات الملكة إيزابيل الثانية ملكة إسبانيا                                                      | كارلية                                                                 |  |
| 1846    | 1848    | الحرب المكسيكية الأمريكية                 | الولايات المتحدة                                                                              | الإمبراطورية المكسيكية الثانية                                         |  |
| 1847    | 1855    | حرب كايوس                                 | الولايات المتحدة                                                                              | كايوس                                                                  |  |
| 1847    | 1847    | حملة انجانوي جزءا من الحروب النيوزيلندية  | الإمبراطورية البريطانية · المستوطنون البريطانيون · كوبابا                                     | ويس                                                                    |  |
| 1848    | 1852    | ثورة برايرا                               |                                                                                               |                                                                        |  |
| 1848    | 1848    | ثورات 1848 في الممالك الإيطالية           | الإمبراطورية النمساوية الدولة البابوية · مملكة الصقليتين                                      | مملكة صقلية                                                            |  |
| 1848    | 1848    | انتفاضة بولندا الكبرى                     | بروسيا                                                                                        | المتمردون البولنديون                                                   |  |
| 1848    | 1848    | الثورة الفرنسية                           | فرنسا                                                                                         | ملكية يوليو                                                            |  |
| 1848    | 1848    | الثورة الألمانية                          | الاتحاد الألماني الإمبراطورية النمساوية دوقية بادن الكبرى بروسيا مملكة ساكسونيا مملكة بافاريا | المتمردون الألمان                                                      |  |
| 1848    | 1849    | ثورات 1848 في الإمبراطورية النمساوية      |                                                                                               |                                                                        |  |
| 1848    | 1848    | ثورة الأفلاق (1848)                       | الإمبراطورية العثمانية الإمبراطورية الروسية                                                   | الأفلاق                                                                |  |
| 1848    | 1848    | ثورة استقلال صقلية (1848)                 | مملكة الصقليتين بدعم: مملكة اسبانيا                                                           | مملكة صقلية                                                            |  |
| 1848    | 1849    | حرب الاستقلال الإيطالية الأولى            | الإمبراطورية النمساوية                                                                        | مملكة سردينيا دوقية توسكانا الكبرى · الدولة البابوية · مملكة الصقليتين |  |
| 1848    | 1849    | الحرب الإنجليزية السيخية الثانية          | الإمبراطورية البريطانية · شركة الهند الشرقية البريطانية                                       | إمبراطورية السيخ                                                       |  |
| 1848    | 1849    | الثورة المجرية 1848                       | الإمبراطورية النمساوية                                                                        | المتمردون المجريون                                                     |  |
| 1848    | 1851    | حرب شلسفيغ الأولى                         | الدنمارك                                                                                      | شلسفيغ هولشتاين بروسيا · مملكة ساكسونيا                                |  |

## 1850 - 1859
| البداية | النهاية                                        | اسم النزاع                                 | الخصوم | الخصوم |
| البداية | النهاية                                        | اسم النزاع                                 | المنتصر | المنهزم |
| ------- | ---------------------------------------------- | ------------------------------------------ | --- | --- |
| 1850    | 1865                                           | الحروب الهندية في كاليفورنيا               | الولايات المتحدة | ميوكاليوكوت كاهويلا كوبينو كوتشان يوروك كاروك تولوا نوملاكي شيماريكو وينتون هوبا تسنونغوي ويوت ويلكوت يوروك يوكي |
| 1850    | 1864                                           | تمرد تايبينغ                               | سلالة تشينغ الحاكمة الإمبراطورية البريطانية · الإمبراطورية الفرنسية الثانية                                                                     | مملكة تايبينغ السماوية                                                                                           |
| 1851    | 1900                                           | حرب أباتشي                                 | الولايات المتحدة (1851-1900) · الولايات الكونفدرالية الأمريكية (1861-1865)                                                                      | قبائل أباتشي |
| 1851    | 1852                                           | حرب البلاتين                               | إمبراطورية البرازيل أوروغواي إنتري ريوس كوريينتس سانتا في                                                                                       | بلانكوس الاتحاد الأرجنتيني                                                                                       |
| 1851    | 1853                                           | حرب الكسوزا الثامنة                        | الإمبراطورية البريطانية | قبائل الكسوزا خويخوئيون                                                                                          |
| 1852    | 1852                                           | الحرب الإنجليزية البورمية الثانية          | الإمبراطورية البريطانية شركة الهند الشرقية البريطانية                                                                                           | الإمبراطورية البورمية الثالثة                                                                                    |
| 1853    | 1856                                           | حرب القرم                                  | الإمبراطورية البريطانية فرنسا · الدولة العثمانية · مملكة سردينيا                                                                                | الإمبراطورية الروسية · المتطوعين البلغار                                                                         |
| 1854    | 1854                                           | الغزو الفرنسي للسنغال                      | فرنسا | مملكة والوسلطنة تكرور                                                                                            |
| 1855    | 1858                                           | حرب ياكيما                                 | الولايات المتحدة | ياكيما |
| 1855    | 1856                                           | حروب نهر روغ                               | الولايات المتحدة | هنود نهر روغ |
| 1855    | 1855                                           | معركة رماد هولو                            | الولايات المتحدة | بروليهسو |
| 1855    | 1856                                           | حرب بوجيه ساوند                            | الولايات المتحدة | نيسكوالي مكلشوت بويالوب كليكيتات هيدا التلينغيتية                                                                |
| 1855    | 1858                                           | حرب سيمينول الثالثة جزءا من حروب السيمينول | الولايات المتحدة | قبائل سيمينول |
| 1856    | 1857                                           | Filibuster War [الإنجليزية]                | جيش أمريكا الوسطى المتحالف - كوستاريكا - هندوراس - نيكاراغوا - ساحل البأوده - غواتيمالا - السلفادور المملكة المتحدة الولايات المتحدة (دعم بحري) | المعطلون |
| 1856    | 1860                                           | حرب الأفيون الثانية جزءا من حروب الأفيون   | المملكة المتحدة الإمبراطورية الفرنسية الثانية · الولايات المتحدة (1856 و1859 فقط)                                                               | سلالة تشينغ الحاكمة                                                                                              |
| 1856    | 1857                                           | الحرب الإنجليزية الفارسية                  | الإمبراطورية البريطانية شركة الهند الشرقية البريطانية                                                                                           | الدولة القاجارية                                                                                                 |
| 1856    | 1857                                           | شايان إكسبيديشن 1857                       | الولايات المتحدة | شايان |
| 1857    | 1858                                           | ثورة الهند حرب الاستقلال الهندية الأولى    | الإمبراطورية البريطانية شركة الهند الشرقية البريطانية جامو وكشمير نيبال · 20 ولاية أميرية                                                       | سباهي سلطنة مغول الهند نواب أوده · 7 ولاية أميرية                                                                |
| 1857    | 1858                                           | حرب يوتا                                   | الولايات المتحدة | دولة ديسيريت إقليم يوتا فيلق نوفوو                                                                               |
| 1857    | 1901 (بحكم القانون) 1933 (بحكم الأمر الواقع ') | الطبقات حرب يوكاتان                        | المكسيك | دولة المايا الحرة                                                                                                |
| 1858    | 1858                                           | حرب كويور دي أليني                         | الولايات المتحدة | سبوكان كويور دي أليني بالوس شعب بايوت الشمالي                                                                    |
| 1858    | 1858                                           | حرب فريزر كانيون                           | الولايات المتحدة · المملكة المتحدة لبريطانيا العظمى وأيرلندا · لم تصل القوات البريطانية حتى بعد الحرب                                           | نلاكاباموك |
| 1859    | 1859                                           | حرب الاستقلال الإيطالية الثانية            | الإمبراطورية الفرنسية الثانية مملكة سردينيا | الإمبراطورية النمساوية                                                                                           |
| 1859    | 1863                                           | الحرب الفيدرالية                           | الفدراليون الفنزويليون | المحافظون الفنزويليون                                                                                            |

## 1860 - 1869
| البداية | النهاية | اسم النزاع                                                          | الخصوم | الخصوم |
| البداية | النهاية | اسم النزاع                                                          | المنتصر | المنهزم |
| ------- | ------- | ------------------------------------------------------------------- | --- | --- |
| 1860    | 1873    | حرب قبائل بايوت                                                     | الولايات المتحدة | قبائل بايوت |
| 1860    | 1873    | الغزوات الروسية في آسيا الوسطى                                      | الإمبراطورية الروسية | |
| 1860    | 1861    | حرب التاراناكي الأولىجزء من الحروب النيوزيلندية                     | ماوري إيوي · حركة الملك الماوري | حكومة نيوزيلندا المستوطنين البريطانيين |
| 1861    | 1865    | الحرب الأهلية الأمريكية                                             | الولايات المتحدة | الولايات الكونفدرالية الأمريكية |
| 1861    | 1867    | الحرب الفرنسية المكسيكية                                            | المكسيك الولايات المتحدة (بعد 1865) | الإمبراطورية المكسيكية الثانية (من 1864) الإمبراطورية الفرنسية الثانية (1862-1866) الفيلق البلجيكي الفيلق المصري والسوداني · الامبراطورية البريطانية (1862 فقط) · اسبانيا (1862 فقط)                     |
| 1862    | 1862    | حرب داكوتا                                                          | الولايات المتحدة | داكوتا سو |
| 1862    | 1877    | تمرد دونغان                                                         | سلالة تشينغ الحاكمة | المسلمين في الصين |
| 1863    | 1863    | معركة بحرية شيمونوسيكي جزء من الحرب الأهلية اليابانية               | الولايات المتحدة | تشوشو |
| 1863    | 1864    | قصف شيمونوسيكي جزء من الحرب الأهلية اليابانية                       | الإمبراطورية البريطانية هولندا · الولايات المتحدة · الإمبراطورية الفرنسية الثانية | تشوشوتشوفوكيهيتاي |
| 1863    | 1863    | قصف كاجوشيما جزء من الحرب الأهلية اليابانية                         | الإمبراطورية البريطانية | مقاطعة ساتسوما |
| 1863    | 1865    | انتفاضة يناير                                                       | الإمبراطورية الروسية | الكومنولث البولندي الليتواني الروثيني |
| 1863    | 1866    | غزو إقليم وايكاتو                                                   | حكومة نيوزيلندا · شعب كوبابا | حركة الملك الماوري |
| 1863    | 1865    | حرب كولورادو                                                        | الولايات المتحدة | شايان الأراباهو |
| 1863    | 1864    | الحرب الإنجليزية الآشانتي الثانية                                   | إمبراطورية آشانتي | الإمبراطورية البريطانية |
| 1864    | 1864    | حادثة كينمون وبعثة تشوشو الأولى جزء من الحرب الأهلية ليابانية       | شوغونية توكوغاواساتسوما | أيزو تشوشو |
| 1864    | 1864    | حرب شلسفيغ الثانية الحرب الدنماركية الألمانية الثانية               | الاتحاد الألماني الإمبراطورية النمساوية · بروسيا | الدنمارك |
| 1864    | 1864    | حملة تاورانجا جزء من الحروب النيوزيلندية                            | حكومة نيوزيلندا المستوطنون البريطانيون · شعب كوبابا | نجاي تي رانجي إيوي |
| 1864    | 1865    | حرب بوتان                                                           | الإمبراطورية البريطانية الهند | بوتان |
| 1864    | 1868    | حرب الأفعى                                                          | قبائل شايان والأراباهو | الولايات المتحدة |
| 1864    | 1865    | الغزو الروسي لخوقند                                                 | الإمبراطورية الروسية | خانات خوقند · إمارة بخارى |
| 1864    | 1870    | حرب الباراغواي                                                      | أوروغواي الأرجنتين · إمبراطورية البرازيل | باراغواي |
| 1864    | 1866    | حرب جزر تشينتشا                                                     | بيرو تشيلي · إكوادور · بوليفيا | اسبانيا |
| 1865    | 1865    | حملة نهر باودر                                                      | الولايات المتحدة | الأراباهو سوكس شايان |
| 1865    | 1865    | تمرد خليج مورانت                                                    | حكومة جامايكا | المتمردون الجامايكيون |
| 1865    | 1870    | حرب هوالاباي                                                        | الولايات المتحدة | هوالاباي |
| 1865    | 1868    | حرب باسوتو                                                          | مملكة باسوتو الإمبراطورية البريطانية | أورانج فري ستيت |
| 1865    | 1868    | حرب كيب الشرقية جزء من الحروب النيوزيلندية                          | حكومة نيوزيلندا المستوطنون البريطانيون · شعب كوبابا | هاو هاويست |
| 1865    | 1868    | الفتح الروسي لبخارى                                                 | الإمبراطورية الروسية | إمارة بخارى |
| 1866    | 1866    | بعثة تشوشو الثانية                                                  | تشوشو | شوغونية توكوغاوا أيزو |
| 1866    | 1866    | الحرب البروسية النمساوية سبعة اسابيع الحرب الألمانية الحرب الأهلية« | بروسيا مملكة إيطاليا · دوقية مكلنبورغ شفيرين الكبرى · دوقية أولدنبورغ الكبرى · أنهالت دوقية براونشفايغ دوقية ساكسونيا ألتنبورغ دوقية ساكسونيا كوبورغ وغوتا فالدك إمارة شفارتسبورغ سوندرسهاوزن إمارة ليبي بريمن هامبورغ مدينة لوبيك الحرة | الإمبراطورية النمساوية مملكة ساكسونيا مملكة بافاريا دوقية بادن الكبرى مملكة فورتمبيرغ مملكة هانوفر دوقية هسن الكبرى انتخابية هسن إمارة رويس الخط الأكبر دوقية ساكسونيا مايننغن شاومبورغ ليبه دوقية ناساو |
| 1866    | 1868    | حرب الاستقلال الإيطالية الثالثة جزء من الحرب البروسية النمساوية     | مملكة إيطاليا | الإمبراطورية النمساوية |
| 1866    | 1868    | حرب الغيمة الحمراء                                                  | قبيلة لاكوتا | الولايات المتحدة |
| 1866    | 1866    | حملة فرنسا ضد جوسون                                                 | مملكة جوسون | الإمبراطورية الفرنسية الثانية |
| 1867    | 1875    | حملة كومانتش                                                        | الولايات المتحدة | كومانتش الأراباهو كيوا جنوب شايان |
| 1867    | 1874    | حرب كلاغ حرب سلاغور الأهلية                                         | القوات رجا عبد الله وكلاغ · مستعمرات المضيق البريطانية | القوات رجا مهدي |
| 1868    | 1869    | حرب تيتوكووارو جزء من الحروب النيوزيلندية                           | حكومة نيوزيلندا · شعب كوبابا | نجاتي روانوي |
| 1868    | 1869    | حرب بوشين جزء من الحرب الأهلية اليابانية                            | الفصيل الإمبراطوري : قوات إمبراطور اليابان ساتسوما تشوشو توسا هيروشيما ساغا | · شوغونية توكوغاوا أوتسو ريبان دومى جمهورية إيزو · الإمبراطورية الفرنسية الثانية |
| 1868    | 1868    | الحملة البريطانية إلى الحبشة                                        | الإمبراطورية البريطانية · الهند | الامبراطورية الحبشية |
| 1868    | 1872    | حرب الخلافة الحبشي                                                  | الامبراطورية الحبشية | المتمردون |
| 1868    | 1872    | حرب تي كوتي جزء من الحروب النيوزيلندية                              | المملكة المتحدة حكومة نيوزيلندا · المملكة المتحدة البريطانية المستوطنون · شعب كوبابا | السكان الأصليين |
| 1868    | 1878    | حرب السنوات العشر الحرب العظمى                                      | اسبانيا | كوبا |
| 1869    | 1869    | الثورة الهايتية لعام 1869                                           | قوات جان نيكولا نيساج ساجيت | قوات سيلفان سالناف |
| 1869    | 1869    | النهر الأحمر تمرد                                                   | سيادة كندا · الميتي الموالون · الإمبراطورية البريطانية | قوات وريل لويس |

## 1870 - 1879
| البداية | النهاية | اسم النزاع                         | الخصوم                                                          | الخصوم                                               |
| البداية | النهاية | اسم النزاع                         | المنتصر                                                         | المنهزم                                              |
| ------- | ------- | ---------------------------------- | --------------------------------------------------------------- | ---------------------------------------------------- |
| 1870    | 1871    | الحرب الفرنسية البروسية            | الاتحاد الألماني الشمالي مملكة بافاريا · بادن · مملكة فورتمبيرغ | الإمبراطورية الفرنسية الثانية                        |
| 1872    | 1873    | حرب مودوك                          | الولايات المتحدة                                                | مودوك القبائل                                        |
| 1873    | 1904    | حرب آتشيه                          | الهند الشرقية الهولندية                                         | سلطنة آتشيه                                          |
| 1873    | 1874    | الحرب الإنجليزية الآشانتي الثالثة  | الإمبراطورية البريطانية                                         | إمبراطورية آشانتي                                    |
| 1874    | 1875    | حرب النهر الأحمر                   | الولايات المتحدة                                                | قبائل كومانتش قبائل كيوا قبائل شايان قبائل الأراباهو |
| 1876    | 1877    | حرب سيوكس العظمى                   | الولايات المتحدة · قبائل شوشون · قبائل كرو · قبائل باوني ·      | قبائل الأراباهو قبائل شايان قبائل اكوتا              |
| 1877    | 1877    | حرب نيز بيرس                       | الولايات المتحدة                                                | نيز بيرس                                             |
| 1877    | 1877    | تمرد ساتسوما                       | إمبراطورية اليابان                                              |                                                      |
| 1877    | 1878    | حرب الكسوزا التاسعة                | الإمبراطورية البريطانية شعب فينغو                               | قبائل الكسوزا                                        |
| 1877    | 1878    | الحرب الروسية العثمانية            | الإمبراطورية الروسية صربيا · رومانيا                            | الدولة العثمانية                                     |
| 1878    | 1878    | حرب بانوك                          | الولايات المتحدة                                                | بانوك شوشون الشمالي                                  |
| 1878    | 1878    | حرب مقاطعة لينكولن                 | مربي الماشية المنظمون                                           | المخزن العام الاحتكار                                |
| 1878    | 1880    | الحرب الإنجليزية الأفغانية الثانية | الإمبراطورية البريطانية الهند                                   | إمارة أفغانستان                                      |
| 1879    | 1880    | الحرب الصغرى (كوبا)                | اسبانيا                                                         | كوبا                                                 |
| 1879    | 1879    | الحرب الإنجليزية الزولوية          | الإمبراطورية البريطانية · مستعمرة ناتال                         | مملكة الزولو                                         |
| 1879    | 1884    | حرب المحيط الهادئ                  | تشيلي                                                           | جمهورية بيرو · بوليفيا                               |
| 1879    | 1879    | حرب الراعي الهندية                 | الولايات المتحدة                                                | توراكينا                                             |

## 1880 - 1889
| البداية | النهاية | اسم النزاع                        | الخصوم                                         | الخصوم                                           |
| البداية | النهاية | اسم النزاع                        | المنتصر                                        | المنهزم                                          |
| ------- | ------- | --------------------------------- | ---------------------------------------------- | ------------------------------------------------ |
| 1880    | 1881    | حرب بندقية باسوتو                 | قبائل باسوتو                                   | مستعمرة كيب                                      |
| 1880    | 1881    | حرب البوير الأولى                 | جمهورية أفريقيا الجنوبية                       | الإمبراطورية البريطانية                          |
| 1881    | 1881    | الاحتلال الفرنسي لتونس            | فرنسا                                          | تونس                                             |
| 1883    | 1885    | بعثة مدغشقر الأولى                | فرنسا                                          | مملكة ميرينا                                     |
| 1884    | 1885    | حملة تونكين                       | الجمهورية الفرنسية الثالثة                     | سلالة تشينغ الحاكمة جيش العلم الأسود سلالة نغوين |
| 1884    | 1889    | الثورة المهدية                    | مصر الإمبراطورية البريطانية · إيطاليا · بلجيكا | الدولة المهدية                                   |
| 1885    | 1885    | تمرد الشمال والغرب                | سيادة كندا                                     | حكومة ساسكاتشوان المؤقتة كري- أسينيبوين          |
| 1885    | 1885    | الحرب الصربية البلغارية           | إمارة بلغاريا                                  | مملكة صربيا                                      |
| 1885    | 1887    | الحرب الإنجليزية البورمية الثالثة | الإمبراطورية البريطانية · الهند                | الإمبراطورية البورمية الثالثة                    |

## 1890 - 1899
| البداية | النهاية | اسم النزاع                       | الخصوم | الخصوم                                                   |
| البداية | النهاية | اسم النزاع                       | المنتصر | المنهزم                                                  |
| ------- | ------- | -------------------------------- | --- | -------------------------------------------------------- |
| 1890    | 1890    | الحرب الفرنسية الداهومية الأولى  | مملكة بورتو نوفو فرنسا | مملكة داهومي                                             |
| 1890    | 1891    | حملة باين ريدج                   | الولايات المتحدة | قبائل سوكس                                               |
| 1891    | 1891    | الحرب الأهلية التشيلية           | المجلس العسكري الحكومي · البحرية التشيلية | تشيلي الجيش التشيلي                                      |
| 1892    | 1894    | الحرب الفرنسية الداهومية الثانية | فرنسا | مملكة داهومي                                             |
| 1893    | 1893    | الحرب الفرنسية السيامية          | فرنسا الهند الصينية الفرنسية | سيام                                                     |
| 1893    | 1894    | حرب الريف الأولى                 | إسبانيا | الريف المغربي                                            |
| 1893    | 1894    | حرب ماتابيلي الأولى              | شركة جنوب أفريقيا البريطانية تسوانا | الشعب النديبيلي الشمالي                                  |
| 1894    | 1896    | الحرب الإنجليزية آشانتي الرابعة  | المملكة المتحدة | إمبراطورية آشانتي                                        |
| 1894    | 1895    | الحرب الصينية اليابانية الأولي   | إمبراطورية اليابان | سلالة تشينغ الحاكمة                                      |
| 1894    | 1895    | بعثة مدغشقر الثانية              | فرنسا | مملكة ميرينا                                             |
| 1895    | 1896    | الحرب الإيطالية الإثيوبية الأولى | إثيوبيا متمردوا إريتريا | مملكة إيطاليا                                            |
| 1895    | 1898    | حرب استقلال كوبا                 | كوبا الولايات المتحدة | إسبانيا                                                  |
| 1896    | 1896    | الحرب الإنجليزية الزنجبارية      | الإمبراطورية البريطانية | زنجبار                                                   |
| 1896    | 1898    | الثورة الفلبينية                 | كاتيبونان · جمهورية تاغالوغ · جمهورية الفلبين الأولى · الولايات المتحدة | إسبانيا                                                  |
| 1896    | 1897    | حرب ماتابيلي الثانية             | المملكة المتحدة · | الشعب النديبيلي الشماليالشونا                            |
| 1897    | 1897    | الحرب التركية اليونانية          | الدولة العثمانية | مملكة اليونان                                            |
| 1897    | 1898    | حملة تيرة                        | بشتون | المملكة المتحدة لبريطانيا العظمى وأيرلندا                |
| 1898    | 1898    | الحرب الإسبانية الأمريكية        | الولايات المتحدة كوبا · الفلبين · كاتيبونان | إسبانيا                                                  |
| 1898    | 1900    | حملة فوليه-شانوان                | فرنسا | إمبراطورية رابح بن الزبير                                |
| 1899    | 1901    | ثورة الملاكمين                   | حلف الأمم الثمانية إمبراطورية اليابان · الإمبراطورية الروسية · الإمبراطورية البريطانية · فرنسا الجمهورية الفرنسية الثالثة · الولايات المتحدة · الإمبراطورية الألمانية · مملكة إيطاليا · الإمبراطورية النمساوية المجرية | جمعية الوئام الصالحين سلالة تشينغ الحاكمة                |
| 1899    | 1902    | حرب البوير الثانية               | الإمبراطورية البريطانية | أورانج فري ستيت جمهورية أفريقيا الجنوبية                 |
| 1899    | 1902    | حرب الألف يوم                    | حزب المحافظين الكولومبي | الحزب الليبرالي الكولومبي                                |
| 1899    | 1913    | الحرب الفلبينية الأمريكية        | الولايات المتحدة الشرطة الفلبينية الكشافة الفلبينية | جمهورية الفلبين الأولى كاتيبونان بولاهان سلطنة سولك مورو |